# أنجيلا توريس
أنجيلا توريس (بالإسبانية: Ángela Azul Concepcion Caccia Cura Torres)‏ هي ممثلة أرجنتينية، ولدت في 13 أغسطس 1998 في الأرجنتين.

## وصلات خارجية
- أنجيلا توريس على موقع IMDb (الإنجليزية)
- أنجيلا توريس على موقع ميوزك برينز (الإنجليزية)
- أنجيلا توريس على موقع قاعدة بيانات الفيلم (الإنجليزية)